# Rádio Nacional de Brasília
Rádio Nacional de Brasília é uma emissora de rádio brasileira, com sede em Brasília, no Distrito Federal. Opera na frequência de 980 kHz desde 31 de maio de 1958.

## Programação
A Rádio Nacional de Brasília tem a programação voltada para a informação e a prestação de serviços.
Possui 50 kW de potência, desta forma cobrindo praticamente todo o estado de Goiás.
É a geradora do sinal da Voz do Brasil e das Redes Nacionais Obrigatórias de Rádio desde 1989.